# Robert Macaire et Bertrand, les rois des cambrioleurs
Robert Macaire et Bertrand, les rois de cambrioleurs és una pel·lícula muda francesa de 1906 dirigida per Georges Méliès.

## Trama
Alguns detalls de la sinopsi següent estan extrets de la descripció de la trama al catàleg americà de Méliès de 1905.
Dos lladres, Robert Macaire i el seu amic Bertrand, mengen un àpat barat en una petita fonda. Troben momentàniament la taula del bufet de la posada sense vigilància, roben tot el que hi ha a la taula, incloses les estovalles, i fan una escapada. Quan la cambrera torna, s'adona del que han fet els lladres i demana ajuda. Quatre policies comencen després de Macaire i Bertrand. Quan comença la persecució, els criminals irrompen al Banc Internacional i roben unes bosses d'or. S'escapen a través d'un travesser i finalment arriben al magatzem de disfresses d'un teatre, on es disfressen de turistes. Els lladres, amagant la seva roba de cada dia, intenten agafar un tren amb les seves noves disfresses i només aconsegueixen agafar el final de l'últim cotxe. Els policies que els persegueixen ordenen un tren especial perquè puguin continuar perseguint Macaire i Bertrand.
Just quan la persecució arriba a un poble allunyat, comença un terratrèmol. Tant lladres com policies són llançats a l'aire i volen entre els núvols sobre França. Finalment, Macaire i Bertrand aconsegueixen aterrar aferrant-se a una xemeneia. La persecució es reprèn a la casa de sota, amb el disgust dels seus propietaris. Finalment, Macaire i Bertrand deixen de banda la policia i s'amaguen en una granja propera. La seva cobertura s'aixeca quan Bertrand, confonent el barret i la capa d'un policia amb el propi policia, fa un soroll fort i crida l'atenció dels agents de policia. En la baralla següent, tant Macaire com Bertrand cauen a terra morts. La policia vessa una llàgrima col·lectiva per la tràgica desaparició dels seus dos enemics.
Quan la policia marxa, Macaire i Bertrand s'aixequen il·lesos; havien fingit la seva mort. L'oficial de policia en cap, tornant al lloc dels fets per escriure un informe de l'esdeveniment, és just a temps de veure'ls escapar i els persegueix fins a una zona oberta on un globus de gas està a punt de'enlairar-se. Macaire i Bertrand salten al globus i escapen cap amunt. L'oficial en cap està momentàniament enganxat a l'àncora del globus, però ràpidament cau a terra. Els agents de policia fan un darrer intent d'atrapar el globus pujant a la part superior de la Columna de Juliol, però se'ls arrossega la sorra de les bosses de llast del globus. Macaire i Bertrand, celebrant la seva llibertat als núvols, triomfen.

## Producció
El 23 de desembre de 1905, Les Quatre Cents Coups du diable, una espectacular producció escènica encantament de Victor de Cottens i Victor Darlay, es va estrenar al Théâtre du Châtelet. Méliès, que abans havia treballat amb De Cottens en una atracció de Folies Bergère de 1904, llançada més tard com a Le Raid Paris-Monte Carlo en deux heures, va rebre l'encàrrec de Les Quatre Cents Coups du diable per fer dos curtmetratges que es projectaran en el marc de l'espectacle: Le Voyage dans l'espace i Le Cyclone. La producció, un èxit popular, va tenir unes cinc-centes representacions. Méliès va reutilitzar Le Voyage dans l'éspace incorporant-la a Les Quatre Cents Farces du diable, una pel·lícula adaptada lliurement de la producció de Châtelet. In order to reuse Le Cyclone, Méliès designed a separate film, Robert Macaire and Bertrand.
Robert Macaire, un bandoler llegendari antiheroi de la tradició del romanticisme, va aparèixer per primera vegada a l'escenari com a personatge d'un melodrama parisenc, 'L'Auberge des Audrets. Quan l'actor francès Frédérick Lemaître va interpretar Macaire al Théâtre de l'Ambigu-Comique el 1823, va introduir un aspecte visual distintiu per al personatge i va afegir una vena de comèdia negra al rol; la caracterització de Lemaître va ser un gran èxit i es va convertir en una icona cultural. El 1834, Lemaître havia reescrit l'obra completament, transformant-la en una comèdia d'orientació temàtica anomenada simplement Robert Macaire. Altres actors del segle xix que van interpretar la versió de Macaire de Lemaître van ser James William Wallack, Charles Fechter, i Henry Irving. A finals del segle xix, Robert Macaire i el seu company, un company estafador anomenat Bertrand, s'havien convertit entre les icones més reconeixibles de la caricatura francesa. El mateix Méliès els va utilitzar per a la caricatura el 1889, quan va criticar el moviment boulangista en representar Georges Ernest Boulanger i Henri Rochefort com Robert Macaire i Bertrand, respectivament.
La pel·lícula de Méliès probablement es va inspirar especialment en una producció de Robert Macaire escenificada al Théâtre de l'Ambigu-Comique el 1903. La pel·lícula, en canviar la professió dels personatges del títol d'estafadors a lladres de bancs, evita els matisos polítics que, d'altra manera, s'haurien relacionat amb les figures de Robert Macaire i Bertrand, convertint les seves gestes en l'impuls per a una seqüència de persecució còmica. La seqüència produïda per a Les Quatre Cents Coups du diable apareix com a quadres 20 i 23 de la pel·lícula. L'escenografia de la pel·lícula inclou nombroses mirades. del París de Méliès; durant el cicló, la Torre Eiffel, l'Arc de Triomf, Sacré Coeur, la Place de la Concorde i el Louvre són tots visibles. Un gag de la pel·lícula —l'escena en què Bertrand confon un barret i un abric amb un policia— és un dels primers exemples cinematogràfics d'una rutina còmica en què els objectes inanimats es confonen amb persones; el gag es va fer molt popular a les pel·lícules de comèdia muda.

## Estrena i recepció
La pel·lícula va ser estrenada per la Star Film Company de Méliès i està numerada del 888 al 905 als seus catàlegs, on es va descriure com una folie burlesque fantastique en 35 tableaux. A França, es va anunciar que la pel·lícula tenia 35 tableaux (escenes), mentre que a Amèrica se'n va descriure amb 25. No obstant això, la pel·lícula en si mateixa es va dirigir de la mateixa manera als dos països, amb les diferents designacions de "tableau" inventades només amb finalitats publicitàries. Una impressió colorida a mà també era disponible a un preu més alt. Després de la vida de Méliès, es va suposar que la pel·lícula era perduda fins al 1988, quan una gravació va ser redescoberta i identificada per Eileen Bowser, comissària de cinema al Museum of Modern Art de Nova York.
Una ressenya del 2010 s Slant Magazine d'una col·lecció de pel·lícules de Méliès va destacar Robert Macaire et Bertrand com a elogi especial, dient que durant el vol dels criminals pel cel, "Méliès aconsegueix comunicar alguna cosa de la sublimitat del moviment, l'expressió del qual constitueix un dels grans plaers de la seva obra posterior i que reflecteix el vertiginós sentit del descobriment del director en la seva pròpia capacitat de manipular l'espai i el temps."